# Precinct de Tamms
Le precinct de Tamms est un precinct électoral du comté d'Alexander dans l'Illinois, aux États-Unis. En 2010, ce precinct comptait une population de 1 696 habitants.

## Source de la traduction
- (es) Cet article est partiellement ou en totalité issu de l’article de Wikipédia en espagnol intitulé « Distrito electoral de Tamms » (voir la liste des auteurs).